# بروجكت زيرو: ماسك أوف ذا لونر إكليبس
بروجكت زيرو: ماسك أوف ذا لونر إكليبس (بالإنجليزية: Project Zero: Mask of the Lunar Eclipse‎؛ باليابانية: 零〜月蝕の仮面〜‎، ‏زيرو: تسكيهامي نو كامين) هي لعبة فيديو رعب البقاء من تطوير تيكمو، و‌نينتندو إس بي دي، و‌غراسهوبر مانيوفاكتور. واللعبة هي الإصدار الرابع لسلسلة « بروجكت زيرو »، والأولى على منصة نينتندو، أينما نشرت شركة نينتندو اللعبة على الوي في ٢٠٠٨ في اليابان فقط آنذاك. ولاحقاً، أعلنت شركة كوي تيكمو سوف تنشر ريماستر للعبة عالمياً في ٢٠٢٣ على بلاي ستيشن 4، و‌بلاي ستيشن 5، و‌إكس بوكس ون، و‌إكس بوكس سيريس إكس وإس، و‌نينتندو سويتش، وحواسب ويندوز الشخصية.

## قصة اللعبة
تقوم امرأة وأربعة فتيات في ظلمة الليل بحضور مجموعة من اليابانيين بعرض الرقصة الرهيب وهي تنتمي للثقافة الشنتوية ، ولكن عندما خسف القمر ، توفيت إمراة وأربعة فتيات ، وكانت المرأة تعاني من أمراض نفسية داخل مشفى الخاص ، وتحولت بعدها إلى شبح تطارد من فيها ، وتقوم بطلة اللعبة لفتاة موهوبة بعزف البيانو تبحث عن أمها في المستشفى المهجور.

## مرحلة التطوير
تم تطوير قناع الخسوف القمري بشكل مشترك من قبل شركة تيكمو، جراسهوبر مانوفاكتشر ونينتندو للتخطيط والتطوير البرمجي. كانت شركة تيكمو مسؤولة عن طريقة اللعب والأجواء، وتم تكليف جراسهوبر مانوفاكتشر بحركة الشخصيات وجوانب أخرى غير محددة من التطوير، بينما أدارت نينتندو الإنتاج العام. عاد ماكوتو شيباتا وكيسوكي كيكوتشي، منشئو السلسلة والمخرج والمنتج الخاصين بالألعاب السابقة في السلسلة، إلى مناصبهم الخاصة. بالإضافة إلى ذلك، عمل جويتشي سودا من جراسهوبر مانوفاكتشر كمخرج مشارك وكاتب مشارك ومصمم. كان سودا مترددًا في البداية في العمل على المشروع بسبب كراهيته الشديدة للأشباح وألعاب الرعب. وفقًا لمقابلة لاحقة مع كيكوتشي، فقد استوحى الفكرة لأول مرة عندما رأى الإمكانات في أجهزة وي، وكان أول من اقترح المشروع على نينتندو. كان الهدف الرئيسي لتطوير لعبة ماسك أوف ذا لونر إكليبس هو "الشعور بالخوف بجسد [اللاعب]"، مع وظائف اللعب المرتبطة ارتباطًا وثيقًا بأجهزة وي. ومن بين هذه الوظائف إرسال الأصوات عبر مكبر صوت جهاز التحكم عن بعد الخاص بجهاز وي، وإنشاء تأثيرات باستخدام وظيفة الاهتزاز. وكان أحد التعديلات التي أجروها على منظور الكاميرا: فبينما تم وضعها على مسافة في الألعاب السابقة، تم تحويلها إلى منظور الشخص الثالث من فوق الكتف حتى أصبح التحكم في الشعلة أكثر واقعية. أثار هذا مخاوف بشأن سرعة حركة الشخصية. مع الأخذ في الاعتبار الانتقادات المماثلة من محبي الألعاب السابقة، تمت زيادة سرعة الشخصيات. كان هذا الجانب يخضع للمراجعة حتى وقت متأخر جدًا من التطوير. تم إنشاء مشاهد سي جي آي (CGI) بواسطة شيروغومي.
عند تصميم الإعداد الرئيسي للعبة، ابتعد الفريق عن القصور اليابانية المغلقة التقليدية من الألعاب السابقة لصالح مكان يمزج بين الأذواق المعمارية الشرقية والغربية لخلق فرص لعب مختلفة، والتي تم وصفها في اللعبة بأنها فندق من عصر ميجي. تم تضمين إعدادات القصر التقليدية أيضًا، مع وجود المزيد من المواقع مقارنة بالألعاب السابقة. تم اختيار اللون الأصفر كلون صورة اللعبة، بينما كانت الكلمات الرئيسية المستخدمة لوصف الحبكة هي "الذاكرة" و"القمر" و"القناع". يشير العنوان الفرعي إلى القناع الذي يعد مفتاحًا لطقوس رقص كاجورا. يرتبط القناع بدوره بموضوعات القصة الخاصة بمراحل القمر وطبيعة الذاكرة والموسيقى. أثناء التطوير، شعر شيباتا وكيكوتشي أن مشاركة جراسهوبر ونينتندو ساعدتهما في إعادة تقييم صيغة السلسلة وتجربة أشياء جديدة. بعد التطوير، قال كيكوتشي إن الأفكار المتنوعة للشركات الثلاث حول المشروع جعلت التطوير "فوضى كاملة وكاملة"، على الرغم من أنه نجح في النهاية. تم تصميم الشخصيات بواسطة ساواكي تاكياسو، الذي عمل سابقًا بهذه الصفة في أوكامي. تم تأليف الموسيقى بواسطة ماسافومي تاكادا وإيتسوكو إيتشيكاوا. كما هو الحال مع اللعبتين السابقتين، تتميز لعبة ماسك أوف ذا لونر إكليبس بأغاني للمغني الياباني تسوكي أمانو: أغنية الموضوع زيرو تونينغ "Zero Tuning"، وأغنية النهاية نويز "Noise".